# Phil Hardberger

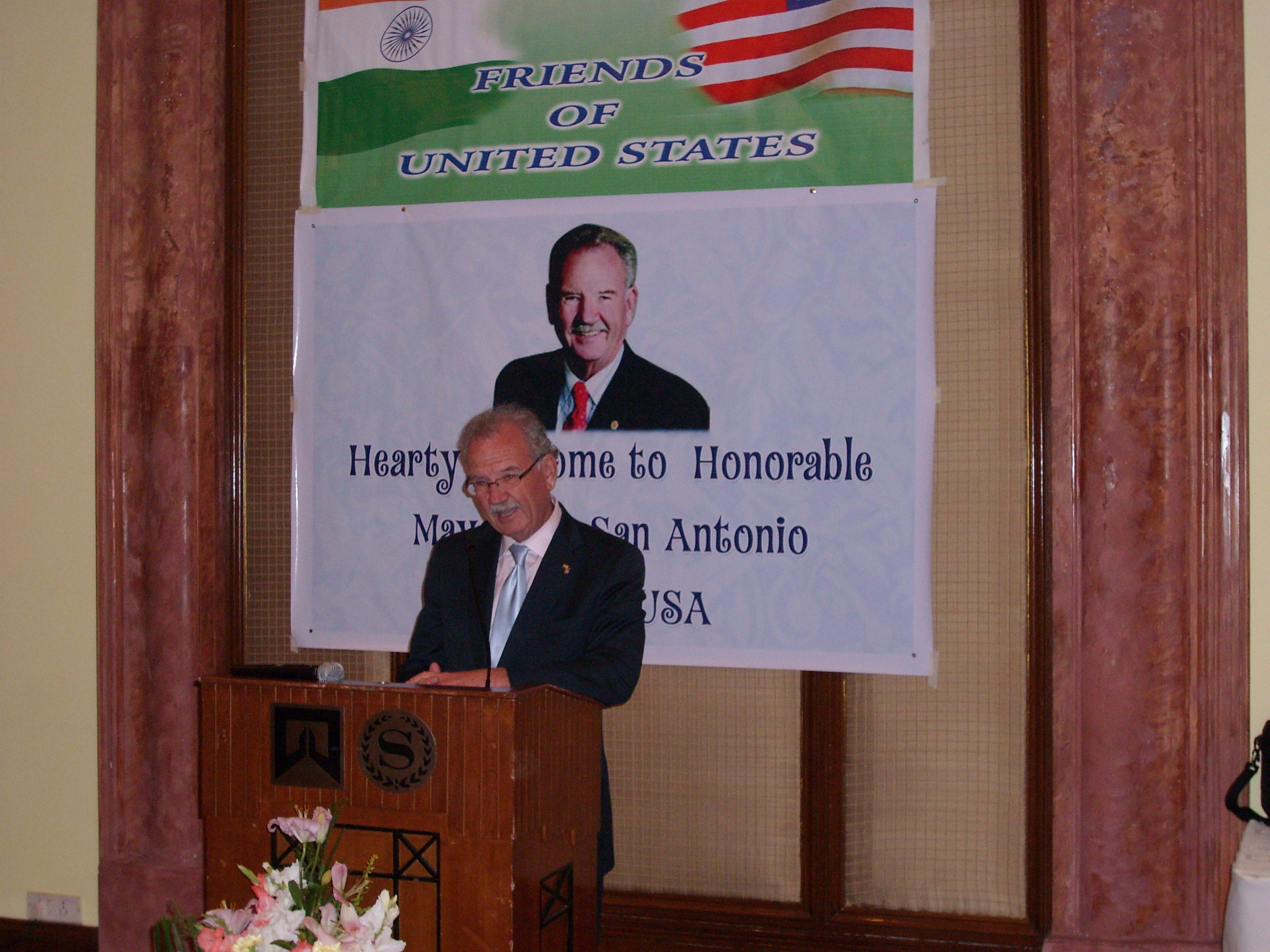
Phil Hardberger (2008)

Phillip Duane Hardberger (* 27. Juli 1934 in Morton, Texas) ist ein US-amerikanischer Politiker (Demokratische Partei). Vom 7. Juni 2005 bis zum 1. Juni 2009 war er Bürgermeister der Stadt San Antonio.

## Leben
Phil Hardberger wurde 1934 als Sohn von Homer Reeves Hardberger (1908–1986) und Bess Scott (1913–2008) in der Kleinstadt Morton im Nordwesten von Texas geboren und wuchs bis zu seinem neunten Lebensjahr dort und danach in O’Donnell im Lynn County auf. Er ist Baptist. Hardberger studierte an der Baylor University, wo er 1955 graduierte. Danach trat er der United States Air Force bei, wo er den Rang eines Captain erreichte. Später war Hardenberger im Office of Economic Opportunity unter Präsident Lyndon B. Johnson tätig und arbeitete als Anwalt. Seit 1968 war er Oberster Richter des Fourth Court of Appeals.
Ab 2004 kandidierte Hardberger um das Bürgermeisteramt der Stadt San Antonio. In einer Stichwahl am 7. Juni 2005 setzte er sich gegen Julián Castro durch, noch am selben Tag wurde Hardberger vereidigt. Er löste Ed Garza ab, der nach zwei Amtszeiten nicht mehr antreten durfte. Während seiner Amtszeit soll Hardberger unter anderem versucht haben, das American-Football-Team New Orleans Saints dauerhaft in San Antonio anzusiedeln, was jedoch nicht gelang. Im Mai 2007 wurde er mit 77 Prozent der Stimmen in seinem Amt bestätigt. Vor der Wahl 2009 erreichte Hardberger in der Bevölkerung immer noch eine Zustimmung von 86 Prozent, durfte jedoch aufgrund der Amtszeitenbegrenzung nicht mehr antreten. Sein Nachfolger wurde Julián Castro. Im Dezember 2009 wurde ein Park in San Antonio nach Hardberger benannt. Seit September 2016 ist Phil Hardberger wieder als Anwalt tätig.
Phil Hardberger ist seit 1968 mit Linda Morgan (* 1942) verheiratet, die 1956 den Untergang der Andrea Doria überlebte. Er hat mindestens eine Tochter und zwei Enkelkinder.